# AGM-154 Joint Standoff Weapon

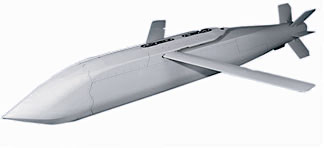
AGM-154 JSOW

AGM-154 Joint Standoff Weapon — тактическая планирующая управляемая авиационная бомба, предназначенная для поражения широкого спектра стационарных и подвижных целей за пределами зон ПВО (принцип «пустил-забыл»), разработана подразделением Defense Systems & Electronics американской компании Texas Instruments (продано в 1997 году компании Raytheon) в классе и размерностях 500-фунтовых бомб.
Имеет «ракетное» обозначение, так как планировалось оснастить её ракетным двигателем (планы осуществлены). 
Бомба выполнена по технологии стелс.
AGM-154 JSOW разработана в нескольких вариантах:
AGM-154A (Baseline JSOW)
—  оснащён кассетой с 145 суббоеприпасами BLU-97/B (англ.); AGM-154B (Anti-Armor) несёт кассету с шестью суббоеприпасами BLU-108/B (англ.); AGM-154C (оснащена ИК ГСН) — с тандемным боеприпасом BROACH;
AGM-154A-1 (JSOW-A1) 
— 480-фунтовая бомба BLU-111/B (модифицированная Mk.82, начиненная менее чувствительным ВВ PBXN-109 (вместо Composition H6), — для усиления фугасного действия без риска неразорвавшихся суббоеприпасов; JSOW-ER (Extended Range) — оснащена ТРД Hamilton-Sundstrand TJ-150;
JSOW Block III (JSOW-C1) 
— оснащена системой двусторонней связи Link-16 для повышения точности (удары по подвижным целям или когда необходимо минимизировать побочные эффекты — например в портах, городской застройке, пром. предприятия), использует для наведения сигналы космической радионавигационной системы НАВСТАР. Достигла оперативной готовности 22 июня 2016 года.
Носители: F/A-18A/B/C/D/E/F, AV-8B, F-16C/D, F-15E, F-117 (ранее), B-1B, B-2 Spirit и B-52.
Работы над проектом AGM-154 были начаты в 1992 году. В декабре 1995 года были проведены первые испытательные пуски. Впервые в боевой обстановке использовалась в Ираке 17 декабря 1998 года в ходе операции «Лиса пустыни».
Произведено более 24 тыс. ед. (на 2012 и 2013 годы были запланированы поставки 246 и 280 бомб).

## ЛТХ
- Длина: 4,06 м
- Диаметр: 406—519 мм
- Размах крыла: 2,69 м
- Дальность:

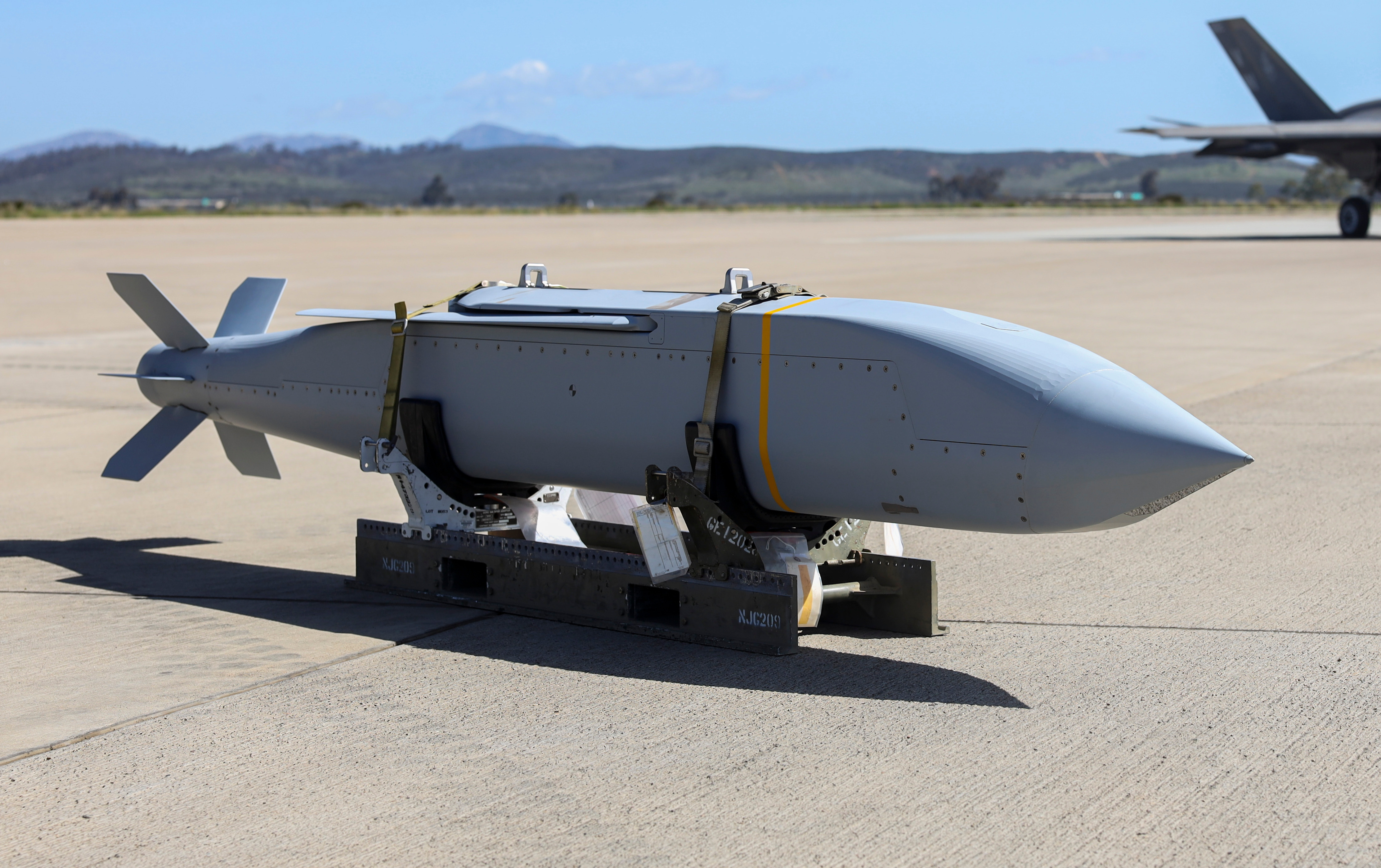
JSOW на авиабазе КМП Мирамар (авиабаза), Сан-Диего, 8 марта 2024 г.

  - при пуске с малых высот — 24 км (12 морских миль — некоторые данные 28 км)
  - при пуске с большой высоты — 130 км (70 миль)/некоторые данные — 110 км/60 миль
  - с двигателем — до 560 км (300 миль)
- Максимальная масса бомбы: 495 кг
- Тип БЧ: WDU-42/B бронебойная с термобарическим наполнителем AFX-757
- Максимальная масса БЧ: 450 кг
  - Масса ВВ 108 кг AFX-757